# Libertas Trogylos Basket 2011-2012
La stagione 2011-2012 della Libertas Trogylos Basket è stata la ventiseiesima consecutiva disputata in Serie A1 femminile.
Sponsorizzata dalla ERG, la società siracusana si è classificata al decimo posto nella massima serie e ha partecipato ai play-out per la salvezza. Ha mantenuto la categoria eliminando al primo turno il CUS Cagliari. In Coppa Italia, è stata eliminata ai quarti dalla Geas Basket.

## Verdetti stagionali
Competizioni nazionali
- Serie A1:

stagione regolare: 10º posto su 12 squadre (5-17);
playout: salvezza in semifinale contro il Cus Cagliari (2-0);
- Coppa Italia:

eliminata ai quarti di finale contro la Geas Sesto San Giovanni.

## Rosa
| Giocatrici |
| ---------- |

| N° | Naz.                   | Ruolo | Sportivo           | Anno | Alt. |  |
| -- | ---------------------- | ----- | ------------------ | ---- | ---- |  |
| 4  | Italia (bandiera)      | G     | Elisa Buccianti    | 1986 | 174  |  |
| 5  | Italia (bandiera)      | PG    | Susanna Bonfiglio  | 1974 | 178  |  |
| 6  | Italia (bandiera)      | A     | Silvia Favento     | 1985 | 185  |  |
| 7  | Italia (bandiera)      | PG    | Elena Bestagno     | 1991 | 177  |  |
| 8  | Italia (bandiera)      | PG    | Ilaria Milazzo     | 1994 | 172  |  |
| 9  | Serbia (bandiera)      | A     | Tanja Ćirov        | 1981 | 181  |  |
| 11 | Cuba (bandiera)        | A     | Tania Seino        | 1973 | 186  |  |
| 13 | Italia (bandiera)      | C     | Valentina Fabbri   | 1985 | 197  |  |
| 15 | Stati Uniti (bandiera) | A     | Michelle Maslowski | 1979 | 188  |  |

| Staff tecnico                                            |
| -------------------------------------------------------- |
| Allenatore: Santino Coppa                                |
| Assistente allenatore e addetto statistiche: Alex Blanco |
| Assistente allenatore: Corrado Esposito                  |
| Allenatore settore giovanile: Carmine Bonomo             |
| Preparatore atletico: Giuseppe Maiori                    |
| Medico sociale: Matteo Fucile                            |
| Addetto arbitri: Sebastiano Costanzo                     |

| Giocatrici acquisite a stagione in corso |
| ---------------------------------------- |

| N° | Naz.                   | Ruolo | Sportivo                         | Anno | Alt. |  |
| -- | ---------------------- | ----- | -------------------------------- | ---- | ---- |  |
| 7  | Belgio (bandiera)      | G     | Romina Ciappina (da gennaio)     | 1988 | 180  |  |
| 15 | Stati Uniti (bandiera) | C     | Katryna Gaither (dal 28 gennaio) | 1975 | 191  |  |

| Giocatrici cedute a stagione in corso |
| ------------------------------------- |

| N° | Naz.               | Ruolo | Sportivo                             | Anno | Alt. |  |
| -- | ------------------ | ----- | ------------------------------------ | ---- | ---- |  |
| 10 | Israele (bandiera) | C     | Jennifer Fleischer (fino a dicembre) | 1984 | 193  |  |
| 19 | Italia (bandiera)  | A     | Tania Bertan (fino a gennaio)        | 1980 | 182  |  |

Scheda su LegABasketFemminile.it

## Dirigenza
La dirigenza è composta da:
- Presidente: Nicolò Natoli
- Vicepresidenti: Nestore De Sanctis, Salvatore Limeri
- Segretario: Mario Esposito
- Team manager: Nicolò Natoli
- Resp. amministrativo: Luciano Giarratana
- Dirigente responsabile: Fabrizio Milani
- Addetto stampa: Nadia Germano
- Logistica: Gianni Vecchio
- Resp. Internet: Corrado Acillaro
- Resp. Eventi speciali: Angelo Lantieri
- Responsabile Sede: Andrea Blanco
- Responsabile minibasket e settore giovanile: Sofia Vinci